# Perzefona
Perzefona (grč. Περσεφόνη, Persephónē) u grčkoj mitologiji prelijepa je kraljica Hada, što je postala protiv svoje volje, nakon što ju je oteo Had. Prema Heziodu Zeusova je i Demetrina kći. Bila je znana i kao Kora (grč. κόρη = "kći"), što se povezivalo s čašćenjem nje i njezine majke. Perzefonin je pandan u rimskoj mitologiji Prozerpina.

## Mitologija
Perzefona je živjela dalje od ostalih olimpskih bogova. Za njezinu su se ruku natjecali Hermes, Ares, Apolon i Hefest, ali Demetra je odbila sve njihove darove i skrila kćer daleko od društva bogova. Perzefona je živjela mirnim životom.

### Otmica Perzefone
Jednoga je dana brala cvijeće s nimfama ili pak, prema Homerskim himnama s Atenom i Artemidom na polju. Odjednom je Had probio tlo i izašao iz podzemnoga svijeta te ju je oteo i poveo sa sobom. Demetra je čula krik svoje kćeri i potrčala u pomoć, ali već je bilo kasno. Shrvana je Demetra pretvorila nimfe u Sirene jer se nisu umiješale. Demetra je lutala svijetom devet dana bez hrane i pića, sve dok joj Helije, bog Sunca koji sve vidi, nije rekao gdje je.
Had ju je duboko volio i nije ju htio pustiti iz podzemnoga svijeta. Oženio ju je i dao joj da kuša zrna mogranja (kad bi tkogod kušao nešto iz podzemnoga svijeta, više se nije mogao vratiti na zemlju).
Demetra se potom zatvorila u svoj hram u Eleuzini te na svijet poslala neplodnost uzrokovavši velike neizdržive katastrofe i za ljude i za bogove. Ljudi su molili Zeusa da nešto učini, a umiješali su se i ostali bogovi, a i sama je Demetra tražila pomoć.
Budući da je nije mogao potpuno vratiti jer je jela zrna mogranja, poslao je Hermesa da pregovara s Hadom. Određeno je da Perzefona trećinu godine živi u podzemnome svijetu s Hadom, a ostatak godine na zemlji. U drugoj inačici mita, Hekata je spasila Perzefonu.
Tako Demetra tugujući zimi zemlji daje neplodnost dok joj kći odlazi u Had, a kad se vrati, odijeva prirodu u zelenilo i cvijeće. Tako su, prema grčkoj mitologiji nastala godišnja doba. Druge inačice nastanka godišnjih doba govore da ili je Demetra zaposlena traženjem svoje kćeri pa zanemari zemlju i tako dođe zima ili pak izričito zapostavi zemlju, ljutita zbog otmice svoje kćeri.

### Perzefona - kraljica podzemlja
- Perzefona je dopustila Orfeju da povede sa sobom mrtvu Euridiku u svijet živih, ali pod uvjetom da se nijednom ne okrene da je pogleda. Orfej to nije uspio učiniti te je izgubio Euridiku zauvijek.
- Perzefona je također pazila na novorođenog Adonisa. Kad se on rodio, Afrodita ga je uzela k sebi i dala ga je Perzefoni na čuvanje. No, Perzefona je također bila očarana njegovom ljepotom te ga je odbila vratiti. Na posljetku je Zeus (ili Kaliopa) riješio prepirku davši Adonisu da provede četiri mjeseca s Afroditom, četiri s Perzefonom, a četiri kako mu volja.
- Perzefona je pretvorila nimfu Mintu u biljku metvicu, nakon što se Had zaljubio u nju.
- Tezej i Pirit zavjetovali su se da će oženiti Zeusove kćeri, a Tezej je izabrao Helenu. On i Pirit oteli su je i zadržali sve dok nije bila dovoljno zrela za udaju. Pirit je izabrao Perzefonu, Hadovu ženu. S Tezejevom majkom, Etrom, otišli su u Had oteti Perzefonu. Had se pravio gostoljubiv, ali čim su sjeli za gozbeni stol, zmije su ih prikovale za mjesta. Helenu su spasila njezina braća, Kastor i Polideuk, i vratila je u Spartu.

## Vanjske poveznice
- Perzefona u klasičnoj literaturi i umjetnosti (engl.)
- Perzefona u grčkoj mitologiji (engl.)